# Aplocera grisea
Aplocera grisea är en fjärilsart som beskrevs av Barend J. Lempke 1969. Aplocera grisea ingår i släktet Aplocera och familjen mätare. Inga underarter finns listade i Catalogue of Life.